# Лио (народ)
Лио — автохтонный народ Индонезии, главным образом проживающий в центральной части острова Флорес. Частично был ассимилирован соседним народом энде, который оказывал большое влияние на народность лио. Численность населения данной этнической группы составляет 300 тысяч человек. Говорят на одном из диалектов языка сикка западно-австронезийской группы австронезийской семьи, который порой выделяют как отдельный язык.

## Религия
Основная религия — католичество, однако часть жителей придерживается традиционных верований. Миссионерская работа среди лио началась в середине 1920-х годов, но из-за гористой местности и отсутствия каких-либо политических структур не удалось добиться эффективного контроля над вероисповеданием.. Около 85 % из людей, проживающих на острове Флорес исповедуют католицизм, приблизительно 12 % верны местным традиционной религии. Мусульманские люди, которые составляют меньшинство населения, в основном обосновались в прибрежных районах, где построили рыболовные общины. До настоящего времени, христианство и ислам шли рука об руку с понятиями и практикой традиционных систем верований. Как и во многих частях Восточной Индонезии, традиционные системы убеждений во Флоресе часто основаны на концепции дополнительных противоположностей, например, мужчина / женщина, внутри / снаружи, небо / земля, горы / море, старый / молодой, это было задумано для того, чтобы пары противоположностей взаимодействовали друг с другом по кругу на протяжении всей жизни. В прошлом — и в некоторой степени в настоящее время — люди были глубоко обеспокоены, сохраняя этот круг закрытым и обеспечивая непрерывность жизни через ритуальные действия. В соответствии с этой концепцией, многие жители острова Флорес имеют понятие двойной гендерной божественности, в которой интегрированы мужские и женские черты, это божественное существо держит колесо жизни до тех пор, пока люди на Земле не забудут правила проведения ритуалов и церемониальных жертв. Кроме этого божественного существа, духи умерших предков являются также основной движущей силой в кругу жизни. Ещё есть и другие духи — дружелюбные — защищают детей и помогают старикам, и злые: те, кто вмешиваются в жизнь живых и портят им её.
Мифология и терминология показывают, что должно быть два священных лидера: он и она, но не муж и жена, а брат и сестра, так как это более значимо. Пара брат-сестра считается воплощением хранителя жизни, священности прошлого, посредником между ныне живущими и предками. В идеале жена такого лидера должна быть дочерью брата его матери, а таких женщин очень чтут и называют «туа пу’у». У лио есть и некие правила по женитьбедочерей братьев и сыновей сестер, причем после бракосочетания жены становятся сестрами. Это особенно значимо в случаях со священными лидерамии, поэтому эта пара воплощает в себе наследственную идею. Это значит, что вместе они совершают все ритуальные обязанности, как брат и сестра, а также ещё и приземленные обязанности жены и мужа.

## Основные хозяйственные занятия
Основными видами деятельности лио принято считать охоту, подсечно-огневое ручное земледелие (кукуруза, рис, ямс, клубнеплоды, кофе, тростниковый сахар), собирательство и добычу сандалового дерева и ротанга для последующей продажи. Основными орудиями, используемыми в сельском хозяйстве являются палка-копалка и мотыга. Не менее развитыми были птицеводство, скотоводство и выделка по дереву. Характерным типом расселения является кучевое, как правило, на гористой местности, в центре которой располагаются храмы и иные места почетания предков. Дома прямоугольные, длинные, свайные, предназначенные для проживания большесемейных общин, ведущих совместное хозяйство.

## Традиционная культура

### Традиционная одежда
Одежда народа лио представляет собой каин с рубашкой или набедренную повязку. Мужчины носили его на поясе, женщины же крепили над грудью.

### Традиционное питание
В рационе питания преобладает растительная пища: вареные крупы, зерновые, клубнеплоды, в качестве заправке к блюдам отдают предпочтение острым специям, однако в праздничные дни лио едят и мясо. Аграрный культ также, как и культ предков актуален и по сей день.

### Отношения в семье
В своем исследовании, посвященном изучению народа лио на острове Флорес, Ховелл испытала этнографический кошмар — складывалось ощущение, что лио умалчивали некую информацию, для них само собой разумеющуюся: в данном случае речь шла о скрытом матриархате внутри их патриархальной системы. Оказалось, что это родство помогло Ховел понять роль брата матери в межполовых отношениях (не только с сыновьями сестры), она предложила пространные объяснения явлениям гермафродитизма в изучаемом ею обществе.. Формой социальной организации является матриархат: роль женщины в семье довольно высока, её влияние распространяется на всех членов семьи. В паре жена и муж именно жена будет обладать большим правом голоса, правом принятия окончательных решений. Поскольку лио почитают пожилых людей, самая главная женщина это самая пожилая дама семьи (как правило это бабушка или прабабушка со стороны матери). Также считается большой удачей родить дочку. Несмотря на это, огромная роль отводится дяди со стороны матери, который обычно является наставником и помощником для детей.

### Ритуалы, обряды
Ритуальные мероприятия представляют собой общий набор обычаев, который принято называть «адат». Mестные жители обычно используют этот термин для обозначения образа жизни своих предков. Концепция адат включает моральные, правовые, социальные и материальные вопросы. Адат проявляется во многом, например, в традиционных способах производства предметов, таких как ткани или пальмовый сахар; в песнях, в языке, в традиционной юрисдикции, в супружеских процессах. Ритуалы могут потребовать жертвоприношения в виде животных: кур — для частых, небольших; свиней, коров, буйволов — для крупных мероприятий, таких как свадьба, рождение ребёнка или похороны.
Грегори Форс из университета Альберты пишет, что «люди, проживавшие в центральной части острова Флорес не были знакомы с традициями жертвоприношений и охоты за головами, присущих народам острова Борнео.».